# Liste der Monuments historiques in Wassy
Die Liste der Monuments historiques in Wassy führt die Monuments historiques in der französischen Gemeinde Wassy auf.

## Liste der Immobilien
| Bezeichnung         | Beschreibung               | Standort                | Kennzeichnung | Schutzstatus | Datum | Bild           |
| ------------------- | -------------------------- | ----------------------- | ------------- | ------------ | ----- | -------------- |
| Croix de la Périère | Wegekreuz, 16. Jahrhundert | Rue Mauljean (Lage)     | PA00079289    | Classé       | 1903  |                |
| Tour du Dôme        | 1748 erbaut                | 9 rue Notre-Dame (Lage) | PA00079291    | Inscrit      | 1993  | weitere Bilder |
| Kirche Notre-Dame   | ab dem 12. Jahrhundert     | Place Notre-Dame (Lage) | PA00079290    | Classé       | 1975  | weitere Bilder |

## Liste der Objekte
| Bezeichnung                                                  | Beschreibung | Standort                        | Kennzeichnung | Schutzstatus | Datum     | Bild |
| ------------------------------------------------------------ | --- | ------------------------------- | ------------- | ------------ | --------- | ---- |
| Grablegungsgruppe                                            | Holz, farbig gefasst und vergoldet, 16. Jahrhundert                                                                                       | in der Kirche Notre-Dame (Lage) | PM52001311    | Classé       | 1908      |      |
| Bank                                                         | Holz, 18. Jahrhundert | in der Kirche Notre-Dame (Lage) | PM52001318    | Classé       | 1974      |      |
| Orgel                                                        | Ensemble aus PM52001309 und PM52001316 | in der Kirche Notre-Dame (Lage) | PM52001508    | Classé       | 1875 1973 |      |
| Orgelprospekt und Empore                                     | 1697/98 von Louis Le Bé gebaut | in der Kirche Notre-Dame (Lage) | PM52001309    | Classé       | 1875      |      |
| Instrumentalteil der Orgel                                   | 1697/98 von Louis Le Bé gebaut, 1747 durch François Adam und 1788 durch René Cochu verändert, weitere Umbauten im 19. und 20. Jahrhundert | in der Kirche Notre-Dame (Lage) | PM52001316    | Classé       | 1973      |      |
| Chororgel                                                    | Haupteintrag für PM52001307 | in der Kirche Notre-Dame (Lage) | PM52001509    | Classé       | 1982      |      |
| Instrumentalteil der Chororgel                               | 1853 gebaut | in der Kirche Notre-Dame (Lage) | PM52001307    | Classé       | 1982      |      |
| Kommuniontisch                                               | Schmiedeeisen, vergoldet, 18. Jahrhundert                                                                                                 | in der Kirche Notre-Dame (Lage) | PM52001310    | Classé       | 1875      |      |
| Waschbecken in der Sakristei                                 | Messing, 18. Jahrhundert | in der Kirche Notre-Dame (Lage) | PM52001321    | Classé       | 1974      |      |
| Gemälde Madonna mit Kind                                     | Ölfarbe auf Leinwand, Holzrahmen, 17. Jahrhundert                                                                                         | in der Kirche Notre-Dame (Lage) | PM52001326    | Classé       | 1974      |      |
| Gemälde Stiftung des Rosenkranzes                            | Ölfarbe auf Leinwand, 17. Jahrhundert | in der Kirche Notre-Dame (Lage) | PM52001313    | Classé       | 1911      |      |
| Konsoltisch                                                  | Holz, 18. Jahrhundert | in der Kirche Notre-Dame (Lage) | PM52001320    | Classé       | 1974      |      |
| Hauptaltar                                                   | Altartisch und Tabernakel; Marmor, 18. Jahrhundert                                                                                        | in der Kirche Notre-Dame (Lage) | PM52001308    | Classé       | 1982      |      |
| Zwei Skulpturen: Johannes der Täufer und Johannes Evangelist | Holz, farbig gefasst und vergoldet, 16. Jahrhundert                                                                                       | in der Kirche Notre-Dame (Lage) | PM52001312    | Classé       | 1911      |      |
| Kirchenbänke                                                 | Holz, 18. Jahrhundert | in der Kirche Notre-Dame (Lage) | PM52001317    | Classé       | 1974      |      |
| Gemälde Christus weint über Jerusalem                        | Ölfarbe auf Leinwand, um 1825 von François Alexandre Pernot (links im Bild)                                                               | in der Kirche Notre-Dame (Lage) | PM52001319    | Classé       | 1974      |      |
| Gemälde Heiliger Josef mit dem Jesuskind                     | Ölfarbe auf Leinwand, Holzrahmen, 17. Jahrhundert                                                                                         | in der Kirche Notre-Dame (Lage) | PM52001324    | Classé       | 1974      |      |
| Gemälde Mariä Himmelfahrt                                    | Ölfarbe auf Leinwand, 18. Jahrhundert | in der Kirche Notre-Dame (Lage) | PM52001314    | Classé       | 1911      |      |
| Seitenaltar                                                  | Retabel mit zwei Gemälden; Holz, farbig gefasst und vergoldet, Ölfarbe auf Leinwand bzw. Holz, 17. Jahrhundert                            | in der Kirche Notre-Dame (Lage) | PM52001315    | Classé       | 1965      |      |
| Gemälde Heiliger im Gebet                                    | Ölfarbe auf Leinwand, 17. Jahrhundert; vor 1980 gestohlen                                                                                 | in der Kirche Notre-Dame (Lage) | PM52001322    | Classé       | 1974      |      |
| Gemälde Heilige im Gebet                                     | Ölfarbe auf Leinwand, 17. Jahrhundert | in der Kirche Notre-Dame (Lage) | PM52001323    | Classé       | 1974      |      |
| Chorgestühl                                                  | Holz, 18. Jahrhundert | in der Kirche Notre-Dame (Lage) | PM52001325    | Classé       | 1974      |      |